# جانيت فارار
جانيت فارار (بالإنجليزية: Janet Farrar)‏ هي مقالاتية بريطانية، ولدت في 24 يونيو 1950 في كلافام ‏ في المملكة المتحدة.

## وصلات خارجية
- جانيت فارار على موقع IMDb (الإنجليزية)
- جانيت فارار على موقع قاعدة بيانات الفيلم (الإنجليزية)